# District de Mỹ Xuyên
Mỹ Xuyên est un district de la province de Sóc Trăng dans le delta du Mékong au sud du Viêt Nam. 

## Géographie
La superficie du district est de 544 km2. 
Le chef-lieu du district est Mỹ Xuyên.